# Tabiang Village (ort i Abemama)
Tabiang Village är en ort i Kiribati.   Den ligger i örådet Abemama och ögruppen Gilbertöarna, i den sydöstra delen av landet, 130 km sydost om huvudstaden Tarawa. Tabiang Village ligger 8 meter över havet och antalet invånare är 591.
Terrängen runt Tabiang Village är mycket platt.  Tabiang Village är det största samhället i trakten. 